# Богема (мюзикл)
«Богема» або Rent (або RENT, з англ. «прокат», «оренда») — рок-мюзикл за лібрето Джонатана Ларсона, частково заснований на опері Джакомо Пуччіні «Богема» 1896 року. У ньому йдеться про компанію збіднілих молодих художників, які виживають в Іст-Віллідж Нижнього Мангеттена в дні розквіту богемного Алфабет-Сіті, затьмареного проблемою ВІЛ/СНІДу.
Вперше мюзикл був показаний в New York Theatre Workshop в 1993 році. Творець шоу, Джонатан Ларсон, раптово помер від розшарування аорти, яке, як вважають, було викликано недіагностованим синдромом Марфана, в ніч перед Оф-Бродвей прем'єрою. Мюзикл переїхав на Бродвей до великого Nederlander Theatre 29 квітня 1996 року.
На Бродвеї він отримав визнання критиків і кілька нагород, в тому числі Пулітцерівську премію і премію Тоні. Шоу на Бродвеї було закрито 7 вересня 2008 року, через 12 років, що зробило його одним з найтриваліших на Бродвеї. Мюзикл зібрав більше 280 мільйонів доларів.
Успіх шоу призвів до декількох національних турів та численних зарубіжних постановок. У 2005 році він був адаптований як кінофільм за участю більшості акторів оригінального касту.